# Кокки, Маттео
Маттео Кокки (итал. Matteo Cocchi; родился 1 февраля 2007) — итальянский футболист, левый защитник клуба «Интернационале».

## Клубная карьера
Уроженец Имолы, Кокки начал футбольную карьеру в академии «Болоньи». В 2021 году присоединился к академии «Интернационале». В августе 2024 года подписал с клубом долгосрочный контракт.
11 марта 2025 года дебютировал в Лиге чемпионов, выйдя на замену Франческо Ачерби в матче против «Фейеноорда».

## Карьера в сборной
Выступал за сборные Италии до 15, до 16, до 17, до 18 и до 19 лет.